# Sinkroni stroj
Sinkroni stroj je električni stroj čiji se rotor vrti brzinom jednakom brzini okretnog magnetskog polja koje ga pokreće. Za razliku od asinkronog stroja, kod sinkronog ne postoji klizanje, to jest ono je jednako nuli.
Sinkroni stroj može raditi u motorskom i generatorskom režimu rada. U generatorskom režimu osovinu stroja okreće vanjski izvor mehaničkog rada, primjerice parna turbina, a na statoru se inducira izmjenični električni napon, čime se mehanička energija pretvara u električnu. U motorskom režimu je stator stroja priključen na višefaznu mrežu, a izmjenična električna struja stvara okretno magnetsko polje u jezgri elektromotora, zbog kojeg se rotor počinje okretati, pretvarajući električnu energiju u mehaničku.

## Dijelovi
Sinkroni stroj sastoji se od sljedećih dijelova:
- Stator je vanjski, nepomični dio stroja, na kojeg je namotan armaturni namot. Faze armaturnog namota su prostorno razmaknute za kut određen brojem faza mreže; u slučaju trofazne mreže, to je 120°. U motorskom radu kroz armaturni namot teče struja koja stvara okretno magnetsko polje.
- Rotor je dio motora koji se okreće. Na njega je namotan uzbudni namot, kojim teče istosmjerna, uzbudna struja, koja stvara magnetsko polje zbog kojeg u motorskom radu rotor slijedi okretno magnetsko polje sa statora. Umjesto uzbudnog namota se ponekad koriste stalni (permanentni) magneti, ili se rotor konstruira tako da zbog svog oblika pod utjecajem okretnog magnetskog polja proizvodi takozvani reluktantni moment.
- Uzbudna struja na rotor dolazi preko kliznih prstenova.

## Način rada
Način rada sinkronog stroja je relativno jednostavan.
U motorskom načinu rada, armaturnim namotom na statoru teče višefazna izmjenična struja, najčešće trofazna. Prolaskom kroz namote na statoru, izmjenična struja stvara okretno magnetsko polje unutar njega. Na rotoru uzbudni namot ili permanentni magneti stvaraju statičko magnetsko polje, koje se zbog prisutnosti okretnog polja počinje vrtjeti za njim, i pritom za sobom vuče rotor. U normalnom pogonu, dok se rotor vrti za okretnim magnetskim poljem jednakom brzinom, motor je u sinkronizmu. Brzina vrtnje (broj okretaja) n ovisi o frekvenciji električne mreže na koju je elektromotor priključen f, te o broju magnetskih polova motora p:
{\displaystyle n={60\cdot {f} \over {p}}\cdot {o/min \over Hz}}
pri čemu je: n - brzina vrtnje (u okretajima u minuti), f - frekvencija električne mreže, a p - broj pari magnetskih polova motora (2 pola = 1 par polova). Kako je broj p prirodan broj, brzine vrtnje sinkronog stroja pri određenoj frekvenciji poprimaju fiksne vrijednosti u ovisnosti o broju polova motora. Tako se dvopolni sinkroni stroj priključen na mrežu od 50 Hz vrti brzinom od 3 000 okretaja u minuti, četveropolni 1 500 okr/min i tako dalje. Nije neuobičajeno da sinkroni stroj ima i 30, pa i više polova, zbog čega se sporo vrti. Takvi strojevi najčešće nalaze primjenu u hidroelektranama.
U generatorskom načinu rada se događa obrnut proces. Rotor je spojen na zajedničku osovinu s izvorom mehaničkog rada, primjerice turbinom ili motorom s unutarnjim izgaranjem. Kako se on vrti, s njim se vrti i njegovo magnetsko polje, kojeg stvara uzbudni namot. Gledano sa statora, to polje je okretno. Zbog toga se na statoru inducira napon koji slijedi polje rotora, a posljedično i struja. Frekvencija struje je određena brzinom vrtnje rotora, odnosno izvora mehaničkog rada, te brojem polova sinkronog stroja.

### Sinkroni motor
Sinkroni motor je motor pogoǌen izmjeničnom strujom, za koji je karakteristično da se rotor vrti jednakom kutnom brzinom kao i statorsko okretno magnetsko polje, odnosno te dvije brzine su u sinkronizmu. Međutim glavni magnetski tok koji se zatvara kroz jezgru je vremenski stalan stoga se na sekundaru neće inducirati napon dok god je relativni položaj rotora u odnosu na (okretno) magnetsko poǉe stalan.
Generator izmjenične struje može također poslužiti i kao motor, samo namotaj statora treba priključiti na izvor izmjenične struje, a namotaj rotora na izvor istosmjerne struje. Kako magneti na rotoru imaju stalne polove, dok se polovi statora mijenjaju kao i izmjenična struja, to se rotor mora okretati istom kutnom brzinom kolika je i frekvencija izmjenične struje. Zbog toga se on zove sinkroni motor. Ako se na primjer južni pol rotora između suprotnih polova statora, rotor će se nastojati okrenuti prema sjevernom polu statora. Tu bi on stao kad se u istom trenutku ne bi promijenio smjer struje u statoru, te od sjevernog pola statora nastao južni pol. Zato se sinkroni motor ne može sam pokrenuti, jer kako se smjer struje u statoru brzo mijenja, tako se mijenja i smjer zakretnog momenta kojim magnetsko polje statora djeluje na rotor. Kod pokretanja mora biti odmah postignut sinkronizacija (istovremenost) između brzine rotora i frekvencije izmjenične struje da se motor može okretati. Zato se pokretanje vrši rukom kod malih motora ili pomoćnim motorom kod većih strojeva. Ako bi zbog opterećenja takav motor zaostao u brzini, izgubio bi sinkronizam i stao. Stoga se takvi motori ne mogu upotrijebiti tamo gdje se opterećenja mijenjaju.

### Generator izmjenične struje
Kod generatora izmjenične struje se zbog vrtnje električnog vodiča (okvira) u magnetskom polju inducira u njemu izmjenična struja koja se preko dva klizna koluta, po kojima klize četkice, odvodi do trošila. Da bi se povećao inducirani električni napon, uzima se mjesto jednog okvira namotaj s mnogo namota, koji su namotani na željezni bubanj, izrađen od međusobno izoliranih limova. Isto se tako mjesto jednog para polova može uzeti više pari polova. Prema tome, takav se generator sastoji od statora, na kojem se s unutarnje strane nalaze magnetski polovi koji služe za stvaranje potrebnog magnetskog polja, te rotora (bubnja), na kojem je namotan potreban broj namotaja u kojima se inducira električni napon. Na osovini rotora nalaze se dva klizna koluta koja se zajedno zovu kolektor, po kojima klize četkice za odvod električne struje. 
Za proizvodnju struje je potpuno svejedno da li se namoti električnih vodiča okreću, a magnetski polovi miruju, ili se polovi okreću, a namoti miruju. Mnogo je jednostavnija konstrukcija da se polovi, koji se tada nalaze na rotoru, okreću, a da namotaji, u kojim se inducira izmjenična struja, miruje i nalazi se na statoru. U tom slučaju lakše se odvodi električna struja sa stezaljki koje miruju, a uz to je i bolja električna izolacija namotaja. Iz tog razloga se generatori izmjenične struje grade uvijek s rotirajućim polovima i namotajem koji miruje, a preko četkica i kliznih koluta dovodi se istosmjerna struja rotoru za stvaranje magnetskog polja.

#### Višefazni generator
Potpuno novu konstrukciju električnih generatora izmjenične struje stvorio je Nikola Tesla 1885. kad je otkrio višefazne struje, odnosno višefazne sustave. Ti višefazni sustavi mogu biti dvofazni, trofazni, četverofazni i tako dalje, ali se praktički gotovo isključivo upotrebljava trofazni sustav. Naime, električni generator može biti tako građen da proizvodi u isti mah više izmjeničnih struja. U tom slučaju njegov stator ima više potpuno odijeljenih namotaja koji se sastoje od skupine u seriju vezanih namota. Jedna takva skupina zove se fazni namotaj ili faza. 
Do sada opisani generator izmjenične struje ima samo jedan namotaj s jednim početkom i jednim svršetkom, pa se zato zove jednofazni generator. Dvofazni generator ima dva posebna namotaja, međusobno pomaknuta za jednu polovinu polnog razmaka. Kod vrtnje polova takvog generatora u svakom se od tih namotaja inducira izmjenična struja, pa nastaju dvije odijeljene izmjenične struje koje su za 90° ili 1/4 perioda pomaknute jedna prema drugoj. Takva se struja zove dvofazna struja. Namotaj dvofaznog generatora ima dva početka i dva završetka, a prema tome četiri stezaljke, koje su označene s U - X (prva faza) i V - Y (druga faza). 
Kod trofaznog generatora statorski namotaj ima tri potpuno neovisna namotaja ili tri faze koje su tako postavljene da međusobno čine kut od 120°. Svaki namotaj ima svoj strujni krug u kojem se nalaze trošila. Kad se rotor vrti, inducirat će se u svakom namotaju izmjenični napon, te će kroz trošila teći izmjenična struja. No te inducirane izmjenične struje neće biti istovremene, to jest one neće u isto vrijeme postići svoju maksimalnu, minimalnu ni nultu vrijednost. Između njih će postojati fazna razlika od 120°, to jest 1/3 perioda. Namotaj trofaznog generatora ima tri početka i tri završetka, a prema tome šest stezaljki, koje su označene s U - X (prva faza), V - Y (druga faza) i W - Z (treća faza). Osim faznih vodiča R, S, T u trofaznom sustavu postoji i nul vodič u kojem uopće ne teče struja. U svakom je trenutku zbroj struja u faznim vodičima jednak nuli, ali to vrijedi samo onda ako je opterećenje simetrično, to jest kada je ono jednako u sve tri faze. Dakle, kod simetričnog opterećenja nul vodič uopće nije potreban jer kroz njega struja ne teče. Prema tome, za prijenos trofazne struje ne treba šest nego samo tri električna voda kod jednolikog opterećenja svih faza, odnosno četiri voda ako faze nisu jednako opterećene. 
Kod trofaznog generatora moramo razlikovati fazni i linijski električni napon. Fazni napon Uf je napon između faznog vodiča i nul vodiča. Linijski napon U je napon između pojedinih faznih vodiča. Linijski napon nije jednak dvostrukom faznom naponu jer trenutni naponi u namotajima pojedinih faza nisu jednaki, pa se linijski napon izračunava iz izraza:
{\displaystyle U={\sqrt {3}}\cdot U_{f}=1,73\cdot U_{f}}
Kad se kod trofaznog sustava govori o naponu, uvijek se pri tom misli na linijski napon. Ako se kod generatora u svakoj fazi inducira elektromotorna sila od 220 V, onda je fazni napon 220 V, a linijski napon 380 V. Električna trošila mogu se priključiti na fazni ili linijski napon. Manja trošila, na primjer žarulje, priključuju se obično na fazni napon. U tom slučaju treba nul vodič. Na linijski napon priključuju se elektromotori i toplinski aparati. 
Teslin pronalazak višefaznih struja bio je jedan od najvažnijih izuma u elektrotehnici. Već nam je naime poznato da izmjeničnu struju velike jakosti, a niskog napona, možemo pomoću transformatora pretvoriti u struju male jakosti, a visokog napona. Takva se struja šalje na velike udaljenosti bez mnogo gubitaka. Međutim, kad je Tesla došao u Ameriku, gradili su se samo generatori istosmjerne struje, niskog napona, koja se nije mogla transformirati, a prema tome ni voditi na velike daljine. Osim toga je napon istosmjerne struje kod vođenja do potrošača pao zbog električnog otpora dovodnih električnih vodova. Zato je trebalo graditi mnogo električnih centrala i to za svako mjesto, a za velik grad i nekoliko njih. Takav prijenos električne energije bio je vrlo neekonomičan. Problem je riješen izmjeničnim strujama, a Tesla ga je potpuno riješio svojim sustavom višefaznih struja i izumom trofaznog generatora. Sve današnje velike električne centrale rade s Teslinim trofaznim strujama, a na toj osnovi sagrađena je i prva velika hidroelektrana na slapovima Niagare.

## Primjena
Kako sinkroni stroj razvija okretni moment samo pri jednoj frekvenciji, primjenu nalazi tamo gdje je potrebna stalna brzina vrtnje. Veliki sinkroni generatori se u pravilu koriste u elektranama (termo, hidro i nuklearnim) kako bi održali stalnu frekvenciju mreže. Također se koriste kao kompenzacijski motori u industrijskim postrojenjima, kako bi se izbjeglo plaćanje jalove energije. Sinkroni motori manjih snaga se koriste tamo gdje je potrebna preciznost, primjerice kod uređaja za pozicioniranje i aktuatora, te ponekad u satovima.

### Generatori
Sinkrone strojeve koji se koriste u elektranama za proizvodnju električne energije zovemo (sinkronim) generatorima. Dijele se u dvije kategorije: turbogeneratore i hidrogeneratore. Turbogeneratori najčešće imaju dva ili četiri pola, što znači da se vrte s 3 000 ili 1 500 okretaja u minuti. Kao pogonski stroj koriste parnu turbinu, pa se stoga nalaze u termo i nuklearnim elektranama. Hidrogeneratori imaju znatno više polova, a brzine vrtnje im mogu biti i manje od 70 okretaja u minuti, pa su stoga pogodniji za upotrebu u hidroelektranama.
Zbog velike razlike u nazivnoj brzini, turbo i hidrogeneratori su vrlo različiti i izgledom. Promjer rotora turbogeneratora je ograničen mehaničkom čvrstoćom svojih konstrukcijskih dijelova, i ne može biti mnogo veći od jednog metra. Hidrogeneratori zbog sporije brzine imaju mnogo veći promjer, i do dvadesetak metara, ali i kod njih je upravo obodna brzina vrtnje ograničavajući čimbenik. Često se hidrogeneratori izvode s okomitom osovinom, gdje je turbina ispod generatora, a turbogeneratori su u pravilu pored parne turbine, na vodoravnoj osovini.
Najveći turbogeneratori trenutno u upotrebi koriste se u nuklearnim elektranama, i dosežu 1 700 MVA (vata) nazivne snage. Hidrogeneratori se grade za snage do 700 MVA.